# Сан-Мигель (Сальвадор)
Сан-Мигель (исп. San Miguel) — город в Сальвадоре, административный центр одноимённого департамента.

## Географическое положение
Город находится на высоте 129 м над уровнем моря. В 10 км от города расположен вулкан Арамуака.

## История
8 мая 1530 года была основана деревня под названием Сан-Мигель. К 1586 году деревня получила статус города.
Постройка Панамериканского шоссе (прошедшего через город) способствовала его развитию. 
После окончания "футбольной войны" в страну вернулись беженцы и вынужденные переселенцы из Гондураса, в результате население города увеличилось. В 1971 году численность жителей составляла 111 тыс. человек, основой экономики в это время являлись пищевая, текстильная и кожевенная промышленность.
В 1983 году численность жителей составляла 161 тыс. человек, основой экономики в это время являлись пищевая, текстильная и кожевенная промышленность.

## Демография
Население города по годам:
| 1971   | 1992    | 2000    | 2012    |
| ------ | ------- | ------- | ------- |
| 59 304 | 127 696 | 148 800 | 183 749 |

## Транспорт
В XX веке здесь действовала железнодорожная станция (на ветке, соединявшей город с портом Ла-Уньон).

## Достопримечательности
- памятники архитектуры 18 века[1]